# Cryptolabis (Cryptolabis) spatulata
Cryptolabis (Cryptolabis) spatulata is een tweevleugelige uit de familie steltmuggen (Limoniidae). De soort komt voor in het Neotropisch gebied.